# جاد الرائي
جاد الرائي /ɡæd/ هو أحد أنبياء بني إسرائيل المذكورين في الكتاب المقدس العبري وكتابات المؤرخ اليهودي يوسيفوس فلافيوس. كان صديق مقرب للملك داود، ووفقًا للتقاليد التلمودية يعتقد أن بعض كتاباته مدرجة في سفر صموئيل الأول. لقد ورد ذكره لأول مرة في الإصحاح 22 من سفر صموئيل الأول حيث ينصح داود بالعودة من ملجأ في موآب إلى غابة هيريت في أرض يهوذا. ثم صار لداود مشيرًا ومستشارًا، ثم جاء إلى داود بعد ذلك ليختار بناءً على أمر الله، واحدًا من ثلاثة أنواع من القصاص لما أحصى داود الشعب. يذكر جاد آخر مرة في الإصحاح 24 من سفر صموئيل الأول، حيث يأتي إلى داود ويخبره أن يبني مذبحًا لله بعد أن يوقف الله الطاعون الذي اختاره داود كعقاب. المكان الذي أشار إليه جاد للمذبح هو «في بيدر أرونة اليبوسي». 
يقع ضريح منسوب لجاد في حلحول.